# 葛逻州
葛逻州，唐朝羁縻州。《旧唐书·地理志》作“那吉州”。
贞观二十三年（649年）以突厥葛逻禄、悒怛二部置，属单于都护府。确址不详。后侨治夏州朔方县（今陕西省靖边县北白城子）界。